# 노스타인사이드
노스타인사이드(영어: North Tyneside)는 잉글랜드 타인 위어 주에 위치한 도시 자치구로 중심 지역은 월센드이다.